# Diego Ventaja Milán
Diego Ventaja Milán (Ohanes, 22 giugno 1880 – Vícar, 30 agosto 1936) è stato un vescovo cattolico spagnolo. È uno dei tredici vescovi uccisi nella zona repubblicana durante la guerra civile spagnola, vittima della persecuzione religiosa.

## Biografia
Monsignor Diego Ventaja Milán nacque a Ohanes il 22 giugno 1880 da Juan Medina Garzón e Pilar Olmos Núñez. Venne battezzato il 24 dello stesso mese nella chiesa dell'Immacolata Concezione con il nome di Diego José Paulino. La sua era una famiglia molto povero ma profondamente cristiana. Quando era bambino chiedeva l'elemosina con sua madre alla porta della cattedrale metropolitana.

### Formazione e ministero sacerdotale
Suo padre dovette trasferirsi a Granada dove entrò a servizio del prete del quartiere Sacromonte e portò con sé il figlio. Ebbe una brillante carriera scolastica all'Istituto del Sacromonte di Granada. Compì gli studi per il sacerdozio al Pontificio Collegio Spagnolo di San Giuseppe a Roma. Studiò alla Pontificia Università Gregoriana. Conseguì i dottorati in filosofia, teologia e diritto canonico.
Il 3 novembre 1901 fu ordinato diacono da monsignor Rafael Merry del Val. Il 2 dicembre dell'anno successivo fu ordinato presbitero nella cappella del Pontificio Collegio Spagnolo di San Giuseppe dallo stesso presule. Rientrato in patria fu cappellano al Sacromonte e in seguito canonico della sua chiesa magistrale. Fu presidente del capitolo del Sacromonte, confessore di diverse comunità religiose, professore di teologia morale e membro del consiglio accademico del seminario centrale di Granada. Collaborò nelle scuole dell'Ave Maria, fondate dal Servo di Dio Andres Manjón, e ne divenne vice-direttore.

### Ministero episcopale
Il 1º marzo 1935 papa Pio XI lo nominò vescovo di Almería. Ricevette l'ordinazione episcopale il 29 giugno successivo dall'arcivescovo metropolita di Granada Agustín Parrado y García, coconsacranti il vescovo di Tui Antonio García y García e quello di Guadix Manuel Medina y Olmos. Prese possesso della diocesi il 16 luglio successivo. Fu vescovo per appena 400 giorni ma si distinse subito per la sua grande umiltà.
Il 24 luglio 1936 fu costretto a lasciare il Palazzo vescovile e venne arrestato dai miliziani. Venne imprigionato in condizioni spaventose di degrado morale, sovraffollamento e assenza di servizi igienico-sanitari nella stiva di una nave prigione nel porto di Almería insieme a monsignor Manuel Medina y Olmos e ad altri sacerdoti vittime di rappresaglie. Venne fucilato nella notte tra il 29 e il 30 agosto 1936 insieme al vescovo Manuel Medina y Olmos e ad altri sacerdoti e laici. I suoi resti furono bruciati. Quello che rimane delle sue spoglie è custodito attualmente nella cappella dei martiri della cattedrale di Almería.

## Beatificazione
I vescovi Diego Ventaja Milán e Manuel Medina y Olmos e compagni martiri vennero beatificati il 10 ottobre 1993 durante una cerimonia tenutasi in piazza San Pietro e presieduta da papa Giovanni Paolo II.
Il suo elogio si legge nel Martirologio romano al 30 agosto.

## Genealogia episcopale
La genealogia episcopale è:
- Cardinale Scipione Rebiba
- Cardinale Giulio Antonio Santori
- Cardinale Girolamo Bernerio, O.P.
- Arcivescovo Galeazzo Sanvitale
- Cardinale Ludovico Ludovisi
- Cardinale Luigi Caetani
- Cardinale Ulderico Carpegna
- Cardinale Paluzzo Paluzzi Altieri degli Albertoni
- Papa Benedetto XIII
- Papa Benedetto XIV
- Cardinale Enrico Enriquez
- Cardinale Francisco de Solís Folch de Cardona
- Vescovo Agustín Ayestarán Landa
- Arcivescovo Romualdo Antonio Mon y Velarde
- Cardinale Francisco Javier de Cienfuegos y Jovellanos
- Cardinale Cirilo de Alameda y Brea, O.F.M.
- Cardinale Juan de la Cruz Ignacio Moreno y Maisanove
- Arcivescovo Victoriano Guisasola y Rodríguez
- Cardinale José María Cos y Macho
- Arcivescovo Julián de Diego y García Alcolea
- Cardinale Agustín Parrado y García
- Vescovo Diego Ventaja Milán